# Chełmno-Parcele (województwo wielkopolskie)
Chełmno-Parcele – wieś w Polsce położona w województwie wielkopolskim, w powiecie kolskim, w gminie Dąbie.
W latach 1975–1998 miejscowość należała administracyjnie do województwa konińskiego. 